# Ananouri
Ananouri (géorgien : ანანური) est une forteresse remontant au XVIe siècle située en Géorgie sur la route militaire géorgienne, à 70 km de Tbilissi. Le complexe avec deux églises abrite un monastère orthodoxe. Elle fait partie de la liste indicative de la liste du patrimoine mondial en Géorgie.

## Géographie
La forteresse domine la rivière Aragvi et le lac de retenue de Jinvali (construit en 1986), à l'endroit où la rivière Vedzatkhevi se jette dans l'Aragvi. Elle contrôlait l'accès aux régions historiques de Pchavie et Khevsourétie ainsi qu'à la Ciscaucasie.

## Histoire
La forteresse était le siège des ducs (eristavi) d'Aragvi, une dynastie régnant sur la région depuis le XIIIe siècle. Le complexe actuel date du XVIIe siècle.

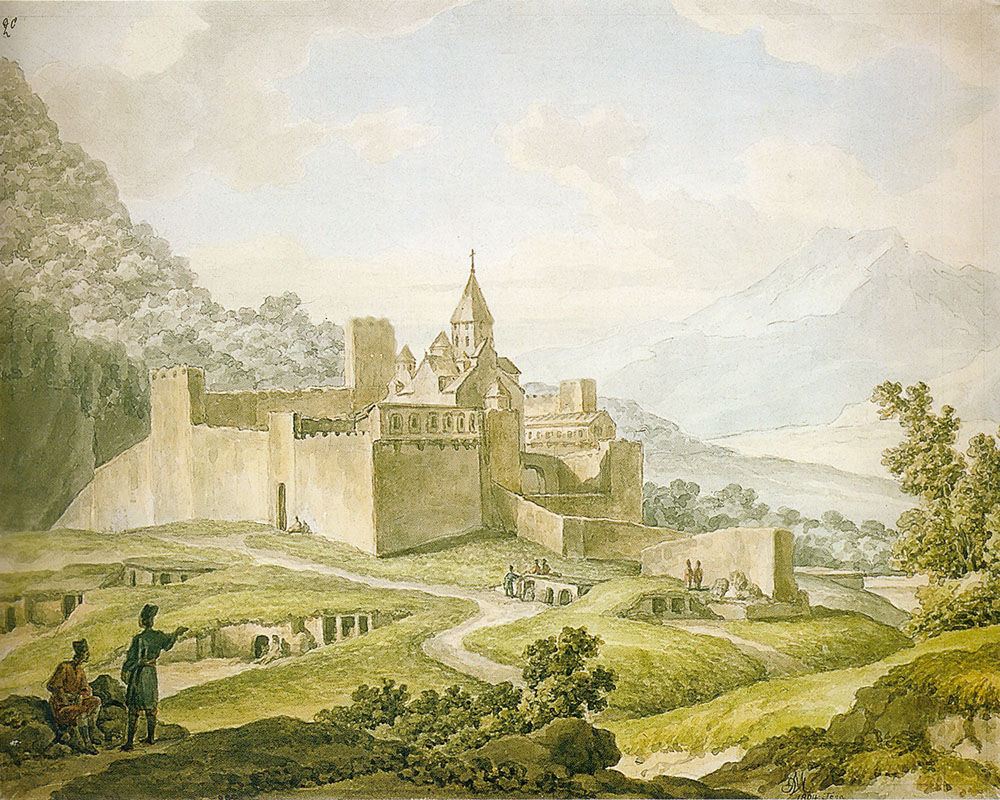
En 1804 par Mikhaïl Matveïevitch Ivanov.

En 1739 la forteresse est mise à sac et incendiée par les troupes d'un duché rival, les Chanche de Ksani. Les Aragvi sont exterminés et les Chanche prennent le pouvoir. Quatre ans plus tard une révolte paysanne les renverse et le roi Teimouraz II est invité à régner sur la forteresse. Il doit à son tour réprimer une révolte paysanne en 1746 avec l'aide de Irakli II.
La forteresse est utilisée à des fins militaires jusqu'au XIXe siècle.

## Architecture
- Forteresse du haut
  - fortifications,
  - petite église de la Vierge, sanctuaire des ducs de l'Aragvi,
  - tour de défense de Chéoupavori,
  - grande église de l'Assomption (1689), avec inscriptions extérieures et fresques intérieures,
- Forteresse du bas, Kvémo Ananuri : habitations, ruines d'édifices anciens (dont une église arménienne).

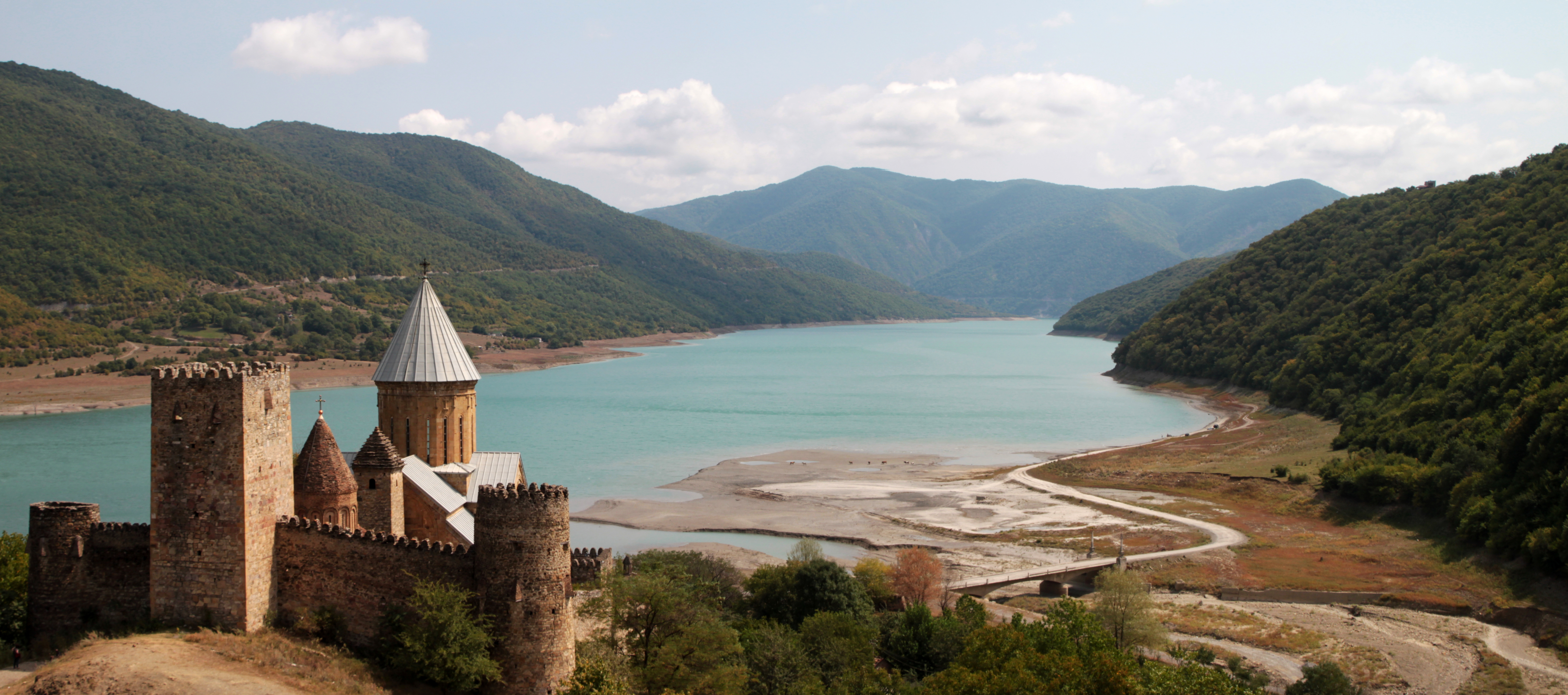
Forteresse d'Ananouri
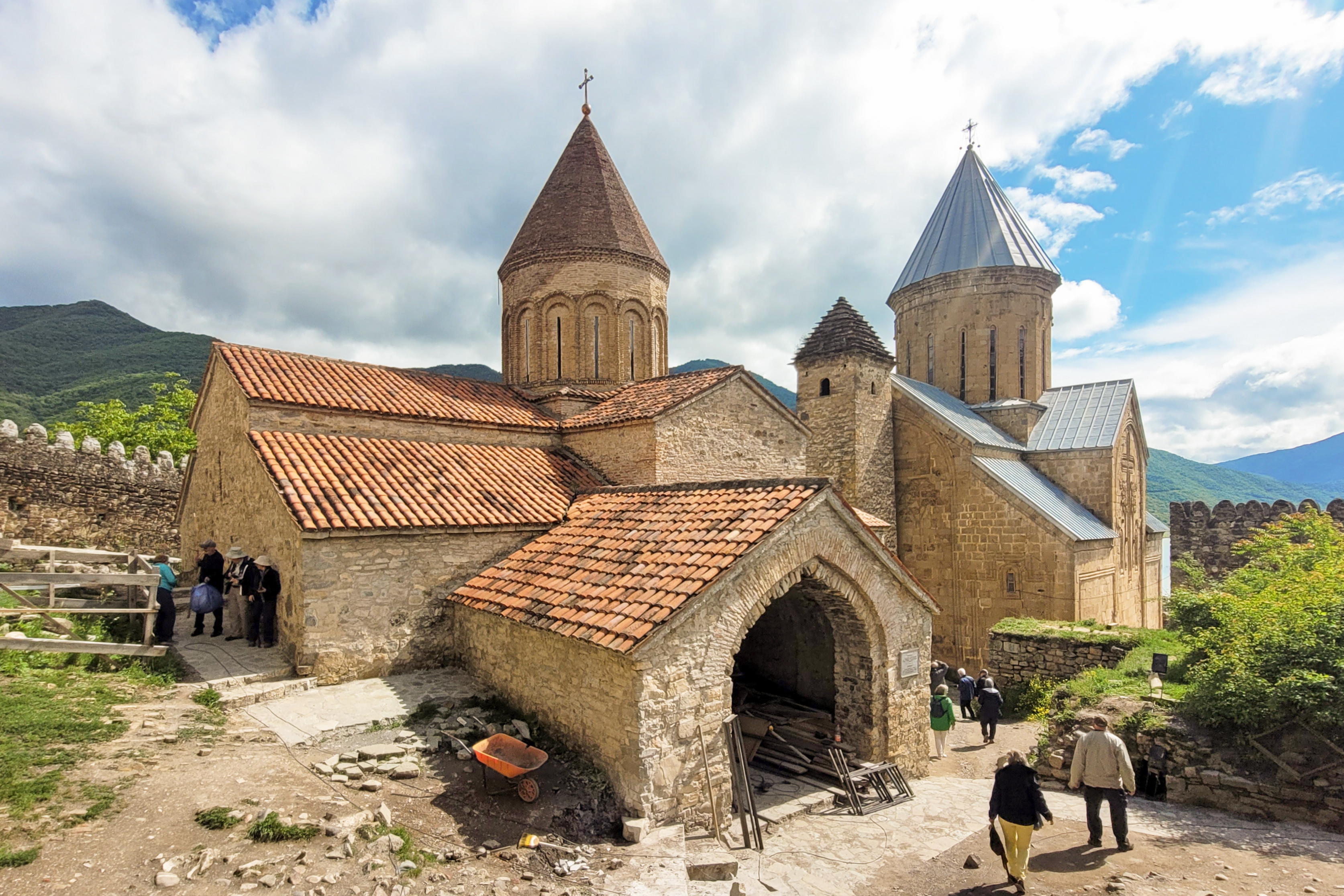
Intérieur de la forteresse
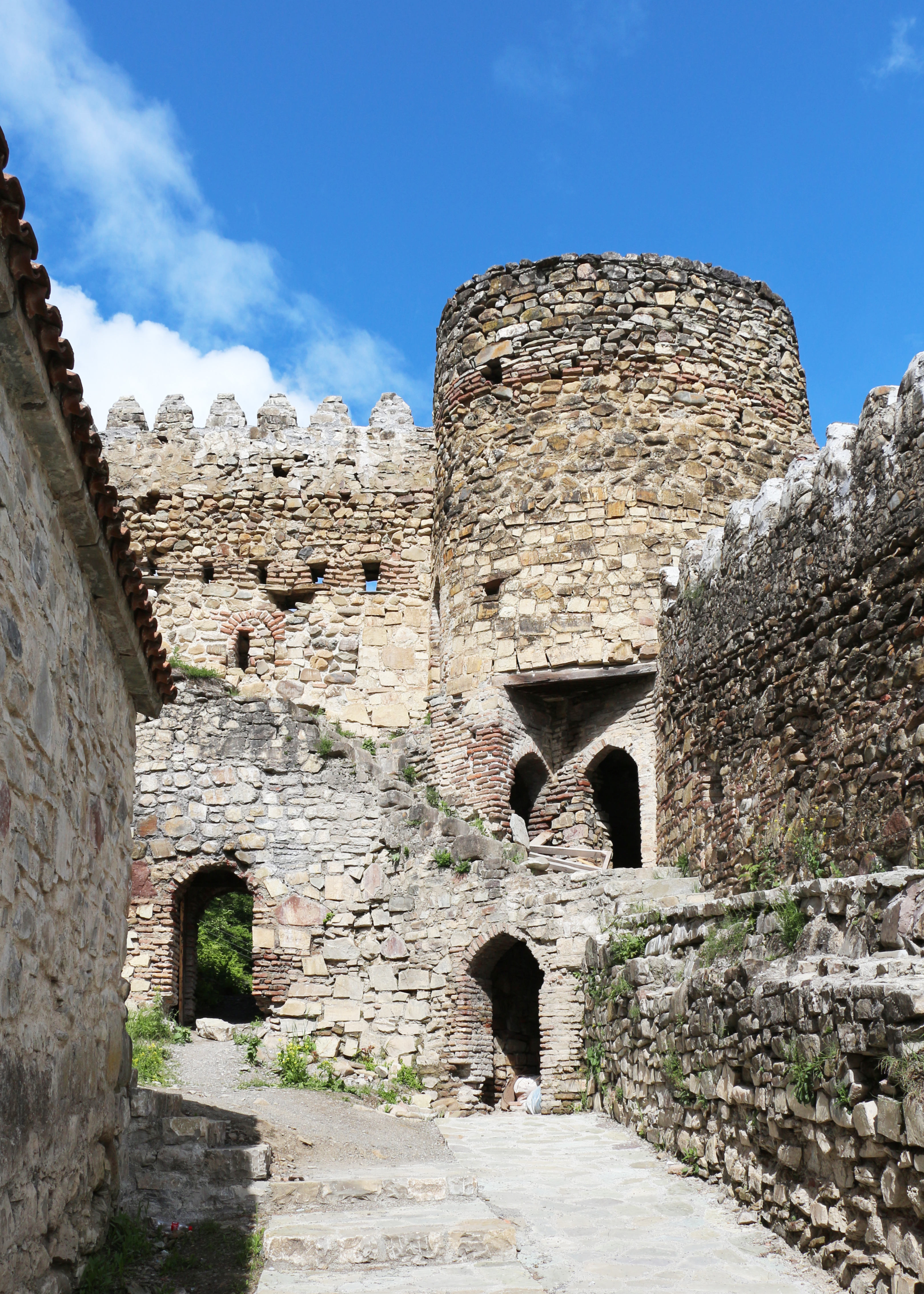
Intérieur de la forteresse
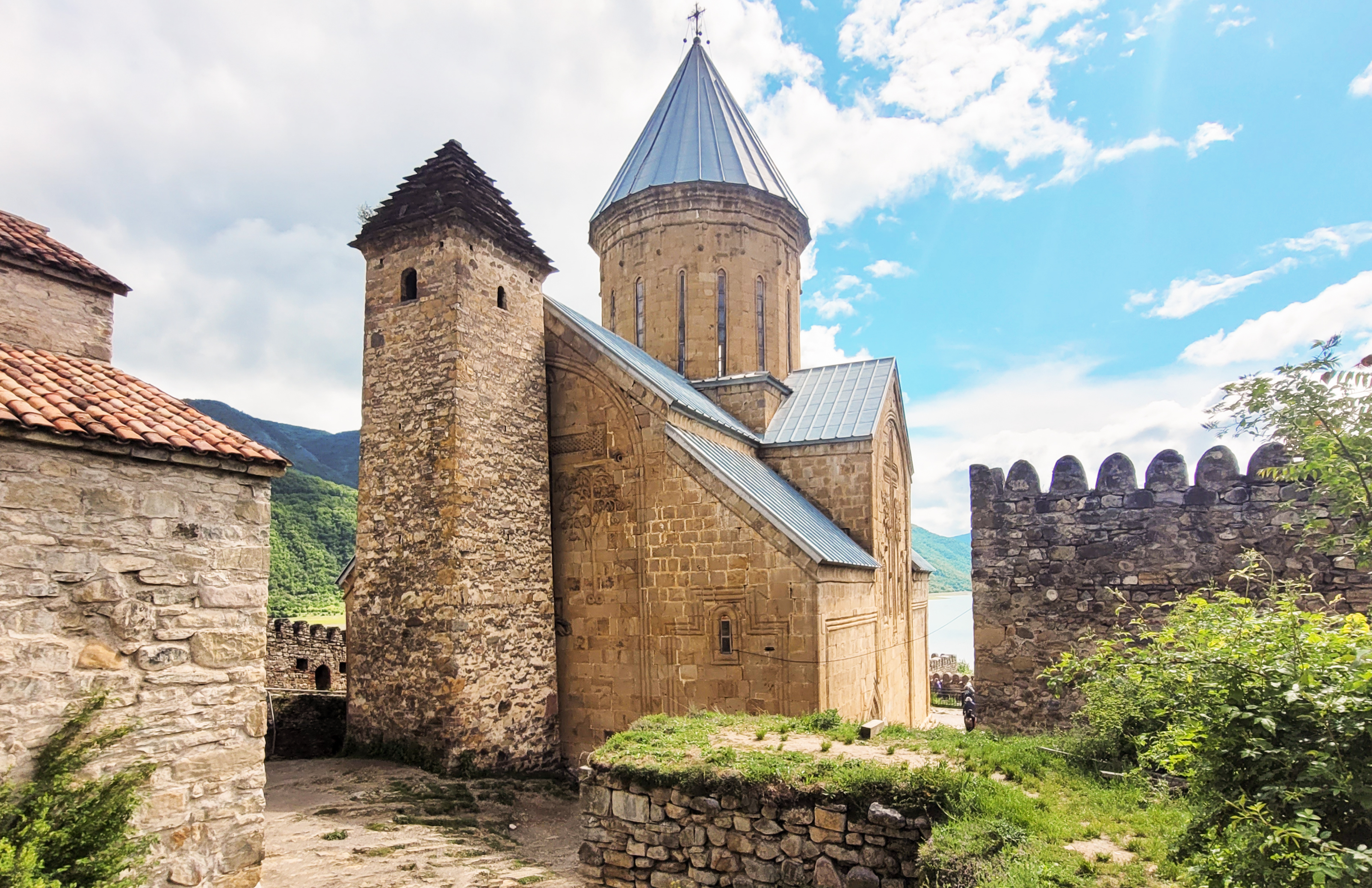
Église de l'Assomption-de-la-Vierge

## Proximité
- Forteresse de Jinovani, Complexe d'Aventsi,
- Vallée de l'Aragvi Chavi (noire, ouest) : forteresse Tsikhisdziri, Mzetsveri église Saint-Georges, complexe Mtavarta, forteresse Méré, Pasanauri...
- Vallée de l'Aragvi Pchavi (pshave, est) : complexe Bziani, Magaroskari (église), Vzaha Pchavela House Museum, Khomi (Rsort Vajas Tskaro), Iakhsaris Khati...
- sud : Tours de Chinti, Jinvali, Doucheti, Bodorna, église de Sakramouli, église Saint-Georges de Zemoubani, complexe de Davati, église d'Akhatani, monastère d'Archili...

## Liens
- Georgian government site
- Pictures of Ananuri
- UNESCO site
- International Association of Tourists and Travelers